# Henry Lachouque
 (octobre 2011).
Si vous disposez d'ouvrages ou d'articles de référence ou si vous connaissez des sites web de qualité traitant du thème abordé ici, merci de compléter l'article en donnant les références utiles à sa vérifiabilité et en les liant à la section « Notes et références ».
Henry Lachouque, né Henri Lachouque le 28 août 1883 à Orléans et mort 23 octobre 1971 à Paris, est un officier et historien français.

## Biographie
Formé à Saint-Cyr — promotion Austerlitz de 1904 —, il participe à la bataille de Marne en 1914 au sein du 66e régiment d'infanterie. Blessé, il est obligé de quitter les rangs de l'armée. Officier de la Légion d’honneur, décoré de la Croix de guerre 14-18, il fonde l’Association des Amis de Sainte-Hélène. En outre, il est conservateur adjoint du musée de Malmaison de 1936 à 1946.
Comme l'indique une plaque placée sur son ancienne résidence à Montmartre, Henry Lachouque résidait dans une maison sise au 4 rue de l'Abreuvoir.
Il s'est consacré plus particulièrement à l'histoire du Premier Empire et fait restaurer la maison de Napoléon à Longwood en 1934.

## Publications
- La bataille de Coulmiers, avec G. Maugin, et Cie, 1912
- Vagabonds de la gloire, illustrations de Guy Arnoux, Éditions du Panache, 1946
- Cadoudal et les Chouans, avec Jacques Arnna, Amiot-Dumont, 1951
- Le secret de Waterloo, Amiot, 1952
- Waterloo, terres héroïques, champs de bataille de 1815, A. Bonne, 1953
- Napoléon et la garde impériale, préface du général Weygand, Bloud et Gay, 1957,
- Connaissez-vous Napoléon ?, Bloud et Gay, 1957
- Napoléon et la garde impériale, préface du général Weygand, Bloud et Gay, 1957, prix Général-Muteau de l’Académie française
- Bonaparte et la cour consulaire, Bloud et Gay, 1958
- Waterloo, la fin d'un monde, Éditions Haussmann, 1958
- Napoléon en 1814, préface du Maréchal Juin, Éditions Haussmann, 1959, prix Marie-Eugène Simon-Henri-Martin de l’Académie française en 1960.
- Napoléon à Austerlitz, G. Victor, 1961
- Iéna, G. Victor, 1962
- Dix siècles de costume militaire, Hachette, 1963
- Napoléon, 20 ans de campagnes, Arthaud, 1964
- Napoléon à Waterloo, J. Peyronnet, 1965
- Les derniers jours de l'Empire, Arthaud, 1965
- Uniformes de la Garde impériale : d'après Marbot, Éditions du Chêne, 1968
- Aux armes, citoyens! : Les soldats de la Révolution, Perrin, 1969
- Napoléon : 20 ans de campagne, Arthaud, 1969
- Waterloo : la fin d'un monde, 15, 16, 17 et 18 juin 1815, J. Duculot, 1972
- Waterloo, 1815, conception et présentation Juan Carlos Carmigniani, préface de Jean-François Chiappe, illustrations de Baron Louis de Beaufort, cartes de Jean-Claude Quennevat, Stock, 1972
- Uniformes et costumes du 1er Empire, avec Jacques Brosse, Bruxelles, 1973
- Napoléon et l'Autriche : la campagne de 1809, d'après les notes et documents du commandant Henry Lachouque, J. Tranié et J.C. Carmigniani, illustrations de Louis de Beaufort, Copernic, 1979
- Les Vagabonds de la gloire, Copernic, 1980
- La Garde impériale, iconographie par Juan Carlos Carmigniani, planches d'uniforme par Louis de Beaufort et Eugène Lelièpvre, Lavauzelle, 1982
- Waterloo : la fin d'un monde, Lavauzelle, 1985
- La garde impériale, recherche iconographique d’Éric Pautrel, Éditions Quatuor, 2001
- Le Général de Tromelin, Bloud et Gay